# Токо чорний
Токо чорний (Horizocerus hartlaubi) — вид птахів родини птахів-носорогів (Bucerotidae).

## Поширення
Вид широко поширений в Африці: його ареал включає такі країни як Ангола, Камерун, Центральноафриканська Республіка, Республіка Конго, Демократична Республіка Конго, Кот-д'Івуар, Екваторіальна Гвінея, Габон, Гана, Гвінея, Ліберія, Нігерія, Сьєрра-Леоне, Південний Судан, Того і Уганда. Мешкає у високих вічнозелених і галерейних лісах, особливо там, де є висока щільність ліан.

## Опис
Тіло завдовжки 32 см. Вага — від 83 до 135 г.

## Підвиди
- Tockus hartlaubi hartlaubi (Gould, 1861) — поширений від південних районів Сьєрра-Леоне і Гвінеї до південного Камеруну і південного заходу Центральноафриканської Республіки на сході і Габону і Республіки Конго на півдні;
- Tockus hartlaubi granti (Hartert, 1895) — поширений у центрально-східних регіонах Республіки Конго та в Демократичній Республіці Конго аж до західних регіонів Південного Судану та Уганди на сході та північно-західній Анголі (Кабінда) на півдні.